# Polisportiva Basket Agropoli 2016-2017

## Roster 2016-17
| N° | Naz.                                   | Ruolo | Sportivo              | Anno | Alt. | Peso |  |
| -- | -------------------------------------- | ----- | --------------------- | ---- | ---- | ---- |  |
| 0  | Italia (bandiera)                      | C     | Mattia Soloperto      | 1980 | 210  | 100  |  |
| 1  | Stati Uniti (bandiera)                 | GA    | Donell Taylor         | 1982 | 198  | 95   |  |
| 4  | Stati Uniti (bandiera)                 | C     | Kevin Langford        | 1985 | 204  | 111  |  |
| 6  | Croazia (bandiera)                     | G     | Ante Delaš            | 1988 | 200  | 88   |  |
| 7  | Italia (bandiera)                      | AP    | Andrea Silvestri      | 1999 | 193  |      |  |
| 8  | Italia (bandiera)                      | P     | Riccardo Santolamazza | 1983 | 194  | 86   |  |
| 9  | Italia (bandiera)                      | P     | Gabriele Romeo        | 1997 | 180  |      |  |
| 10 | Italia (bandiera)                      | G     | Marco Contento        | 1991 | 190  | 78   |  |
| 14 | Senegal (bandiera) · Italia (bandiera) | C     | Fallou Ndiaye         | 1996 | 204  |      |  |
| 16 | Italia (bandiera)                      | C     | Eugenio Amanti        | 1996 | 200  |      |  |
| 17 | Italia (bandiera)                      | AG    | Giovanni Carenza      | 1988 | 202  |      |  |
| 21 | Italia (bandiera)                      | PG    | Alessandro Marra      | 1996 | 188  |      |  |

### Staff tecnico
| Allenatore: | Alessandro Finelli |
| Assistente: | Giuseppe Delia     |